# Екстрадиція
Екстради́ція (видача затриманої особи) — форма міжнародної співпраці держав в боротьбі зі злочинністю. Полягає в арешті і передачі однією державою іншій (за запитом) особи, що підозрюється або обвинувачується в скоєнні злочину, або ж засудженого злочинця.

## Правові засади
Як правило, видача здійснюється на підставі договору між відповідними державами. Це може бути або двосторонній договір, або багатостороння конвенція, учасниками якої повинні бути як запрошувана, так і та держава, що запрошує. Прикладом такої конвенції є Європейська конвенція про видачу 1957.
В принципі видача може здійснюватися і без договору, якщо це передбачається законодавством запрошуваної сторони.

## Умови видачі злочинців
Видача злочинців — право держави, але не її обов'язок. Обов'язком вона стає лише за наявності двостороннього договору про взаємну правову допомогу у кримінальних справах.
Видача може здійснюватися лише відносно певних злочинів — як правило, їх список або критерії їх визначення (тяжкість покарання тощо)встановлюється в договорі. Традиційно повинне дотримуватися правило «подвійної підсудності», тобто злочин, за здійснення якого запрошується видача, повинен признаватися таким в законодавстві як запрошувана, так і та сторона, що запрошує.
При цьому видачі можуть перешкодити наступні обставини:
- відсутність міжнародно-правової норми, яка б зобов'язувала запитувану сторону здійснити видачу;
- перебування особи в громадянстві (підданстві) запитуваної сторони;
- надання особі статусу біженця, політичного притулку;
- відсутність у законодавстві запитуваної сторони кримінального покарання за відповідні діяння, або збіг строків давності;
- тяжка хвороба особи;
- інші моменти.

## Видача своїх громадян
Згідно зі світовою практикою, у більшості країн світу своїх громадян не видають. Цей принцип закріплений в конституціях багатьох держав, в тому числі у Конституції України.
Усі країни ЄС мають між собою правові угоди, що дозволяють видачу своїх громадян. Велика Британія, згідно з Актом про екстрадицію 2003, зобов'язана видавати у тому числі і своїх громадян в ряд держав, з якими вона має відповідні міжурядові угоди. Аналогічна ситуація в США.

## Процедура видачі

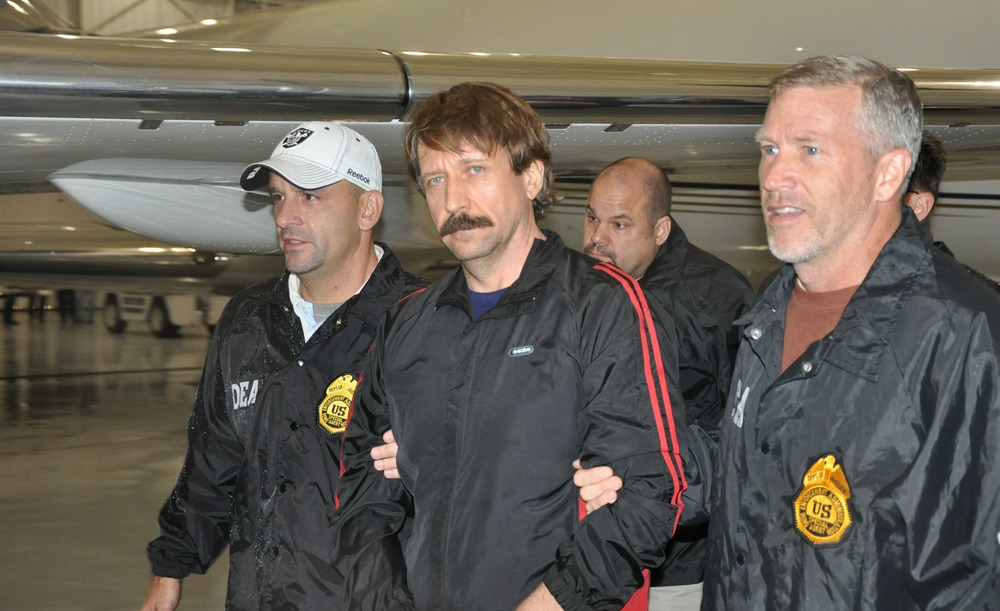
Екстрадиція Віктора Бута (посередині) до США. 16.11.2010

Процедура видачі починається зі скерування запиту однією державою до іншої. Зазвичай передбачається складання запиту або на мові сторони запиту, або на одній з мов міжнародного спілкування (англійська, французька — залежно від вимоги сторони запиту). Запити передаються або через міністерства закордонних справ, або безпосередньо через правоохоронні органи (міністерства внутрішніх справ, юстиції, прокуратури тощо).
У разі затримання передбачуваного злочинця в запрошуваній державі починається судова процедура. Роль суддей — підтвердити юридичну обґрунтованість запиту і дотримання всіх відповідних вимог. Якщо суд відхиляє запит, процедура припиняється. Якщо ж суд підтверджує можливість видачі, рішення ухвалюється адміністративними органами. Вважається, що остаточне рішення про видачу особи має політичний характер.

## Сучасні тенденції
У сучасному міжнародному праві спостерігається тенденція спрощення процедури видачі. Зокрема, йде мова про пом'якшення вимог «подвійної підсудності», скорочення числа підстав відмови у видачі, скороченні ролі адміністративних органів. Гальмом в цьому процесі є неготовність держав беззастережно визнавати видані в інших країнах ордери на арешт зважаючи на відмінність судових систем, а деколи і недовіри один до одного.
Найбільшого прогресу в спрощенні видачі добилися країни-члени Європейського союзу, які ввели у відносинах між собою так званий «Європейський ордер на арешт». Фактично він припускає автоматичного виконання запиту про передачу передбачуваного злочинця, без перевірки цього запиту з погляду змісту.

## Видача і передача
З видачею часто ототожнюють інші види міжнародної правової допомоги, зокрема, ті, які офіційно називаються «передачею». Зокрема:
- передача особи міжнародному судовому органу (такому, як Міжнародний трибунал щодо колишньої Югославії або Міжнародний кримінальний суд).
- передача засуджених (для відбування покарання в іншій державі, ніж те, в якому ухвалений вирок). Саме ця процедура була застосована в 2007 при передачі Лівією Болгарії групи болгарських медсестер, засуджених до страти  [Архівовано 27 вересня 2007 у Wayback Machine.]. Аналогічна процедура використовувалася при передачі Росії співробітників російських спецслужб, засуджених в Катарі на довічний ув'язнення за теракт проти Зелімхана Яндарбієва. Домовленості про здійснення таких процедур часто передбачають, крім оповіщених формальних умов, також якісь умови політичного або фінансового характеру, які не розкриваються.
- тимчасова передача особи, що перебуває під вартою або засудженого до позбавлення волі, для проведення слідчих дій в іншій державі.

## Історія видачі
- «І послали Ізраїлеві племена людей по всіх Веніяминових родах, говорячи: Що це за зло, що сталось між вами? А тепер давайте тих людей, розпусних синів, що в Ґів'ї, і ми повбиваємо їх, та й вигубимо зло з Ізраїля. Та не хотіли Веніяминові сини слухати голосу своїх братів, Ізраїлевих синів.» (Книга Суддів 20:12,13)
- З історії Греції наводять приклад того, як афіняни погодилися видати македонському цареві Филипу всіх осіб, що зробили замах на його життя.
- Ахейці загрожували Спарті порушенням союзу, якщо не будуть видані її громадяни, що зробили напад на одне з селищ.
- В історії Риму посилаються на галлів, які вимагали видачі Фабія, що напав на них; і на аналогічну вимогу римлян стосовно Аннібала; а також на Катону, який вимагав видачі Цезаря германцям за те, що той почав з ними несправедливу війну.
- З давніх часів до кінця XVII століття екстрадиція — рідкісне явище, застосовувалася в основному до політичних злочинців, єретиків, перебіжчиків.
- У XVIII — першій половині XIX століття індустріалізація і поява нового вигляду транспорту викликали збільшення інтенсивності переміщення людей, що привело до проблем з пограбуваннями на залізницях, волоцюгами і міжнародними злочинами. Договори про видачу з’являлись великих кількостях між суміжними країнами і розповсюджувалися не тільки на дезертирів, але і на загальнодержавних злочинців (вбивць, злодіїв).
- 1840–1943 — третій період в історії екстрадиції.
- З 1943 — Друга світова війна показала необхідність посилати військових злочинців у країни, в яких були здійснені їх дії. Для цього вже в 1942 році союзники прийняли «Міжсоюзницьку заяву про покарання за військові злочини».